# Ozero Krugovod
Ozero Krugovod (ryska: Озеро Круговод) är en korvsjö i Belarus.   Den ligger i voblasten Homels voblast, i den sydöstra delen av landet, 300 km sydost om huvudstaden Minsk. Ozero Krugovod ligger 106 meter över havet. Arean är 0,29 kvadratkilometer. Den sträcker sig 1,0 kilometer i nord-sydlig riktning, och 1,0 kilometer i öst-västlig riktning.
Omgivningarna runt Ozero Krugovod är en mosaik av jordbruksmark och naturlig växtlighet. Runt Ozero Krugovod är det glesbefolkat, med 16 invånare per kvadratkilometer.